# Witte kwikstaart

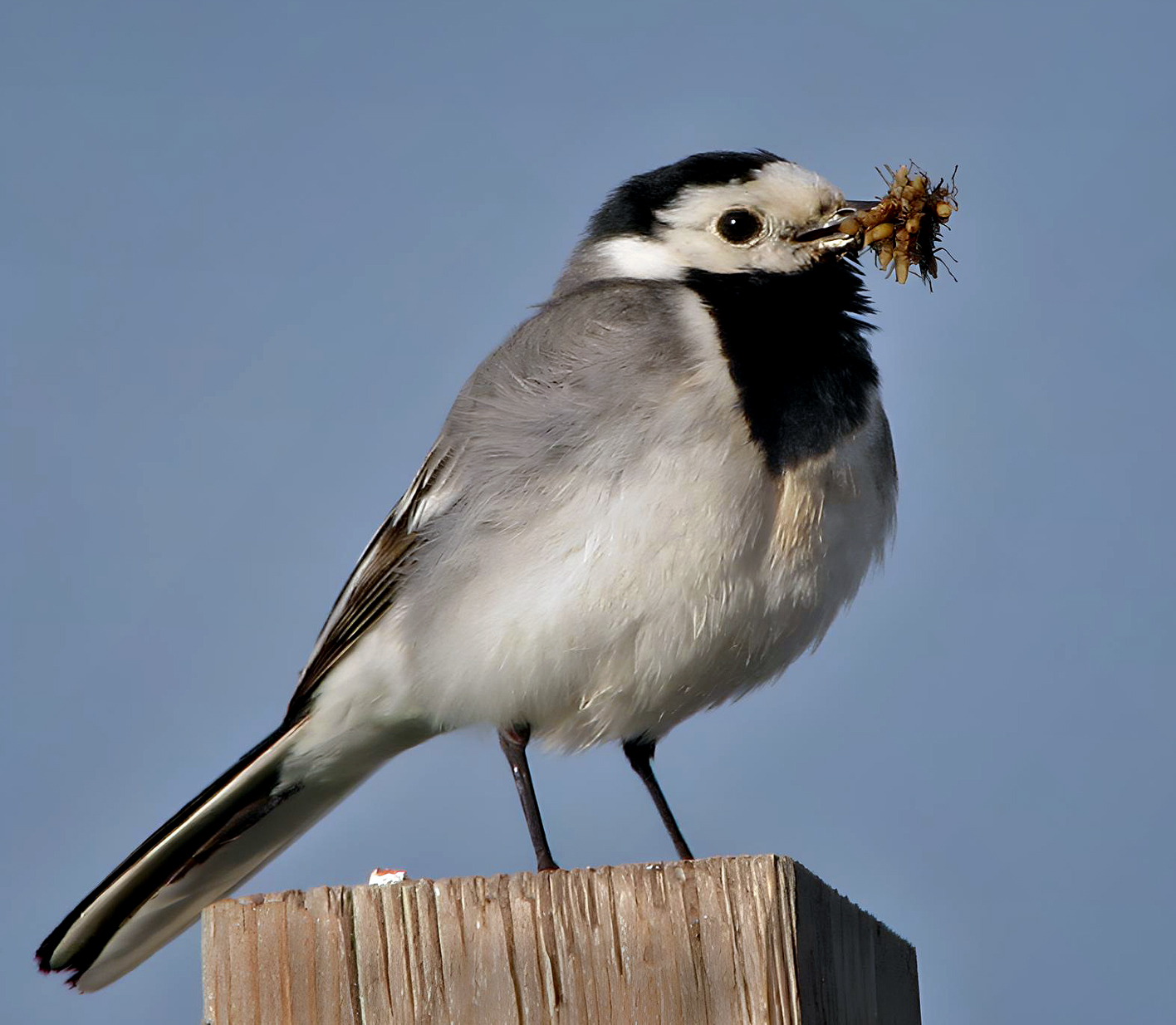
Een volwassene met voedsel voor haar jongen.

De witte kwikstaart (Motacilla alba) is een zangvogel uit de familie van de kwikstaarten en piepers. De soort komt in vrijwel heel Eurazië voor, waarbij een deel van de populatie standvogel is en een deel naar het zuiden trekt.

## Kenmerken
De witte kwikstaart is 16,5 tot 19 cm lang (inclusief staart). Het is een slanke vogel met smalle, zwart-witte staart die hij voortdurend op en neer beweegt. Een volwassen mannetje heeft een kenmerkend zwart-wit patroon op de kop. De streek rond het oog is wit, de kopkap en het borststuk zijn zwart. De meest voorkomende ondersoort heeft een grijze rug. Een ondersoort die op de Britse eilanden broedt, heeft een zwarte rug en heet rouwkwikstaart (M. a. yarrellii). Soms wordt deze ondersoort als soort beschouwd, maar niet volgens de IOC World Bird List.

## Voortplanting
Het legsel bestaat uit vijf tot zes blauwe, grijze of geelachtige eieren met grijze vlekjes.

## Verspreiding en voorkomen
De witte kwikstaart broedt in een groot gedeelte van het noordelijk halfrond van Noord-Afrika (een Marokkaanse ondersoort) en Europa, tot diep in Noord-Azië en Alaska. Noordelijke vogels zijn trekvogels die overwinteren van Afrika tot in het Oriëntaals gebied. De vogel leeft aan het water, in de buurt van woningen en bruggetjes.
De soort telt negen ondersoorten:

Broedgebied van de verschillende ondersoorten

- M. a. yarrellii (rouwkwikstaart): Ierland, Brittannië en de westkust van Europa.
- M. a. alba: van zuidoostelijk Groenland, IJsland en de Faeröereilanden via continentaal Europa tot het Oeralgebergte, de Kaukasus, centraal Azië en het Midden-Oosten.
- M. a. subpersonata: westelijk Marokko.
- M. a. personata: van noordelijk Iran tot zuidwestelijk Siberië, westelijk Mongolië, noordwestelijk China en de westelijke Himalaya.
- M. a. baicalensis: van het zuidelijke deel van Centraal-Siberië tot noordoostelijk China.
- M. a. ocularis: van noordelijk Siberië tot noordwestelijk Alaska.
- M. a. lugens: de zuidoostkust van Siberië en eilanden, noordelijk Korea en noordelijk en centraal Japan.
- M. a. leucopsis: inlands zuidoostelijk Siberië, centraal en oostelijk China, zuidelijk Korea en zuidwestelijk Japan.
- M. a. alboides: van de centrale en oostelijke Himalaya tot zuidelijk China, noordelijk Indochina en noordelijk Myanmar.

## Status
Door het grote verspreidingsgebied is de kans op uitsterven uiterst gering. De grootte van de populatie is in 2015 geschat op tussen de 135 en 221 miljoen vogels en er wordt verondersteld dat dit aantal stabiel is. Daarom staat de witte kwikstaart als niet bedreigd op de Rode Lijst van de IUCN.

## Voorkomen in Nederland en België
In Nederland en België is het een talrijke tot zeer talrijke broedvogel van half open cultuurlandschappen met wat water in de buurt. Het is ook een talrijke doortrekker en wintergast in klein aantal.

## Afbeeldingen

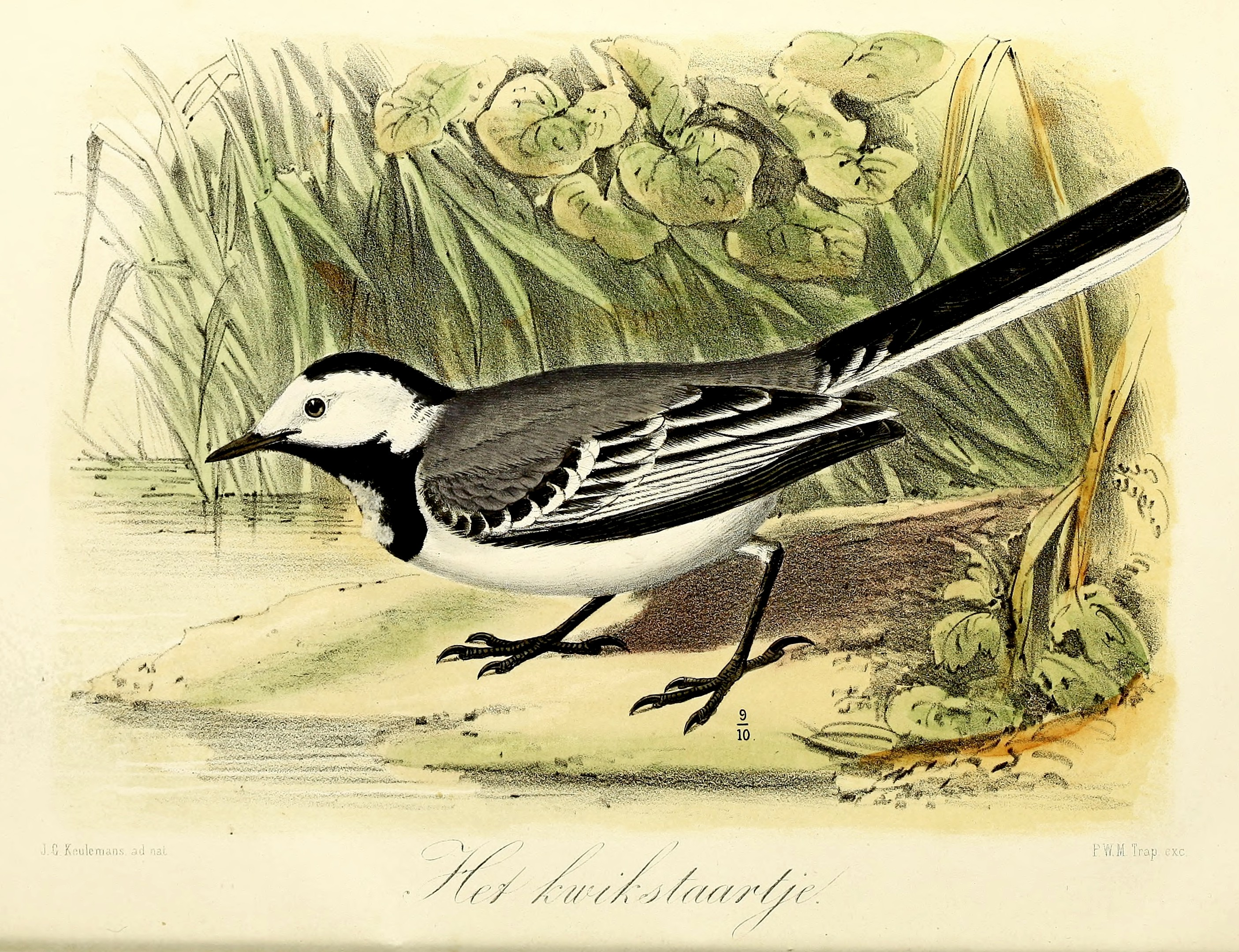
Het kwikstaartje (1869), John Gerrard Keulemans

## Video
- Een witte kwikstaart bij haar nest met eieren